# Saclum
Saclum är en ort i Mexiko.   Den ligger i kommunen Chalchihuitán och delstaten Chiapas, i den sydöstra delen av landet, 700 km öster om huvudstaden Mexico City. Saclum ligger 943 meter över havet och antalet invånare är 698.
Terrängen runt Saclum är kuperad åt nordost, men åt sydväst är den bergig. Runt Saclum är det ganska glesbefolkat, med 45 invånare per kvadratkilometer. Närmaste större samhälle är El Bosque, 12,6 km väster om Saclum. I omgivningarna runt Saclum växer huvudsakligen savannskog.